# Чемпионат мира по шоссейным велогонкам 1928
8-й чемпионат мира по шоссейному велоспорту проходил в Будапеште столице Королевство Венгрии 16 августа 1928 года. В отличие от предыдущего чемпионата, любители и профессионалы соревновались в двух разных гонках.

## Детали
На чемпионате мира 1928 года в Будапеште было ограничение на количество участников — только 3 участника от каждой страны. Всего в гонках участвовало 38 велогонщиков, включая 16 профессионалов и 21 любителя. Гонка профессионалов на 182 километра прошла по пыльным, грунтовым и каменистым дорогам Будапешта при палящем солнце. Победу в этой гонке одержал бельгийский велогонщик Жорж Ронссе, опередивший немцев Небе и Вольке более чем на 19 минут. Гонка среди любителей на 192 километра также прошла в этот же день. Победителем этой гонки стал итальянец Аллегро Гранди, который финишировал через 6 часов 55 минут и 9 секунд, опередив своего соотечественника Микеле Мара. Прошлогодний чемпион Жан Артс занял третье место.

## Программа чемпионата
| Дата            | Дисциплина              | Маршрут             | Дистанция       | Круги           |
| Групповые гонки | Групповые гонки         | Групповые гонки     | Групповые гонки | Групповые гонки |
| --------------- | ----------------------- | ------------------- | --------------- | --------------- |
| 16 августа      | Мужчины — Профессионалы | Будапешт — Будапешт | 182 км          | N/A             |
| 16 августа      | Мужчины — Любители      | Будапешт — Будапешт | 192 км          | N/A             |

## Медалисты
Согласно:
| Велогонка     | Золото                  | Золото   | Серебро                              | Серебро   | Бронза                               | Бронза    |
| ------------- | ----------------------- | -------- | ------------------------------------ | --------- | ------------------------------------ | --------- |
| Мужчины       |                         |          |                                      |           |                                      |           |
| Профессионалы | Жорж Ронссе · Бельгия   | 6ч20’10" | Херберт Небе · Веймарская республика | + 19' 43" | Бруно Вольке · Веймарская республика | + 19' 43" |
| Любители      | Аллегро Гранди · Италия | 6ч55’09" | Микеле Мара · Италия                 | + 0' 00"  | Жан Артс · Бельгия                   | + 13' 45" |

## Медальный зачёт
| Место          | Страна                | Золото | Серебро | Бронза | Всего |
| -------------- | --------------------- | ------ | ------- | ------ | ----- |
| 1              | Италия                | 1      | 1       | 0      | 2     |
| 2              | Бельгия               | 1      | 0       | 1      | 2     |
| 3              | Веймарская республика | 0      | 1       | 1      | 2     |
| Всего стран: 3 | Всего стран: 3        | 2      | 2       | 2      | 6     |

## Результаты
| Профессионалы (182 км) | Профессионалы (182 км) | Профессионалы (182 км) | Профессионалы (182 км) |
| Место                  | Спортсмен              | Страна                 | Время                  |
| ---------------------- | ---------------------- | ---------------------- | ---------------------- |
| 1                      | Жорж Ронссе            | Бельгия                | 6ч20’10"               |
| 2                      | Херберт Небе           | Веймарская республика  | + 19' 43"              |
| 3                      | Бруно Вольке           | Веймарская республика  | + 19' 43"              |
| 4                      | Йозеф Дервас           | Бельгия                | + 36' 13"              |
| 5                      | Вальтер Кап            | Австрия                | + 36' 13"              |
| 6                      | Макс Булла             | Австрия                | + 36' 13"              |
| 7                      | Отто Кап               | Австрия                | + 36' 13"              |
| 8                      | Фердинан Ле Дрого      | Франция                | + 42' 26"              |

| Любители (192 км) | Любители (192 км) | Любители (192 км)     | Любители (192 км) |
| Место             | Спортсмен         | Государство           | Время             |
| ----------------- | ----------------- | --------------------- | ----------------- |
| 1                 | Аллегро Гранди    | Италия                | 6ч20’10"          |
| 2                 | Микеле Мара       | Италия                | + 0' 00"          |
| 3                 | Жан Артс          | Бельгия               | + 13' 45"         |
| 4                 | Ласло Вида        | Венгрия               | + 13' 45"         |
| 5                 | Андре Омерль      | Франция               | + 17' 49"         |
| 6                 | Ремиджо Сааведра  | Аргентина             | + 21' 32"         |
| 7                 | Бернхард Штебеке  | Веймарская республика | + 21' 42"         |
| 8                 | Михай Вида        | Венгрия               | + 22' 24"         |
| 9                 | Антон Хитил       | Австрия               | + 24' 45"         |
| 10                | Готлиб Ванценрид  | Швейцария             | + 25' 10"         |
| 11                | Крочит            | Королевство Югославия | + 26' 05"         |
| 12                | Зильбербауэр      | Австрия               | + 33' 50"         |
| 13                | Косек             | Веймарская республика | + 43' 37"         |